# Al-Shorta Sports Club
L'Al-Shorta Sports Club (in arabo الشرطة‎?, "Club sportivo della Polizia") è una società polisportiva irachena di Baghdad. La sua sezione calcistica milita nella Prima Lega, la massima divisione del campionato iracheno di calcio.
Attiva in diciotto sport diversi, più di ogni altra polisportiva irachena, trae le proprie origini dalla rappresentativa calcistica poliziesca fondata nel 1932, denominata Montakhab Al-Shorta. Nel 1974, in seguito alla decisione della Federazione calcistica dell'Iraq di limitare la rappresentanza del corpo iracheno di polizia a un solo club in massima divisione, l'Al-Shorta inaugurò una polisportiva e fu affiliata al Ministero dell'interno.
Dal 2014 disputa le partite interne allo stadio Al-Shaab di Baghdad, impianto da 40 000 posti.

## Storia
Le origini del club risalgono al 1932, quando fu costituita una rappresentativa del corpo iracheno di polizia, il Montakhab Al-Shorta ("Selezione della Polizia"), fondato il 14 novembre. La squadra prese parte alla seconda edizione della Coppa del principe Ghazi e nel 1938 si aggiudicò la Coppa Taha Al-Hashimi, intitolata all'omonimo generale iracheno, per poi vincere la Coppa Al-Quwa Al-Jawiya e la Coppa Club Al-Olympi l'anno dopo. 
Nel 1957 il Montakhab Al-Shorta si aggiudicò la Coppa Hilla Mutasarrif battendo per 4-0 una selezione di Hilla. Nel 1960 fu fondato il Comitato per i Giochi polizieschi, più tardi noto come Direttorio dei Giochi polizieschi, per governare le attività sportive condotte dal corpo di polizia iracheno, costituendo altre squadre formate da poliziotti iracheni per tutti gli anni '60.
Dopo aver vinto il campionato centrale della Federazione calcistica dell'Iraq nel 1962-1963, il Montakhab Al-Shorta cambiò nome in Madaris Al-Shorta ("Scuola di Polizia"), denominazione già usata dal 1950 al 1952. Il club retrocesse poco dopo e fu sciolto nel 1966. L'Aliyat Al-Shorta ("Macchina della Polizia"), rappresentativa poliziesca fondata nel 1961 dal Direttorio dei Giochi polizieschi (in inglese Police Games Directorate, PGD), aveva vinto il titolo regionale di terza divisione nel 1962 e quello di seconda divisione nel 1963 e, sotto la guida del tecnico Mohammed Najeeb Kaban, divenne una delle squadre più forti della regione. L'Aliyat Al-Shorta vinse la Coppa generale del direttorio di Polizia e la Coppa della Police nel 1965, il Torneo estivo internazionale Alessandria nel 1967 e, soprattutto, quattro campionati iracheni di fila (1966-1967, 1967-1968, 1968-1969 e 1969-1970), mentre una selezione dei migliori calciatori delle varie compagini fondate dal PGD vinse due campionati della Repubblica irachena di fila, nel 1968 e nel 1969.
Nel 1971, con il nome di Al-Shorta Baghdad, la squadra divenne la prima formazione irachena a prendere parte alla Coppa dei Campioni d'Asia, il massimo torneo continentale, e compì un'impresa storica, risultando la prima squadra del mondo arabo a raggiungere la finale della competizione, dove giunse vincendo tutte le gare (compresi due successi contro i detentori del trofeo, gli iraniani del Taj. Il club, tuttavia, si rifiutò di giocare contro il Maccabi Tel Aviv, squadra israeliana, come segno di protesta contro l'occupazione israeliana della Palestina, agitando la bandiera della Palestina per il campo e ottenendo il secondo posto. I media iracheni salutarono la squadra, al ritorno in patria, come la vincitrice del torneo (il giornale Al-Mal'ab l'indomani titolò: "I campioni d'Asia tornano a Baghdad") e ricevettero un'accoglienza trionfale, in parata su di un bus. Poco dopo i club israeliani furono ritirati dalle competizioni AFC dalla locale federcalcio, che si affiliò alla UEFA. L'Aliyat Al-Shorta vinse nuovamente il titolo nazionale nel 1971-1972, annata in cui si aggiudicò un'altra Coppa generale del direttorio di Polizia.  

## Palmarès

### Competizioni nazionali
- Campionato iracheno: 6

1979-1980, 1997-1998, 2012-2013, 2018-2019, 2021-2022, 2022-2023
- Coppa d'Élite irachena: 3

2000, 2001, 2002
- Supercoppa d'Iraq: 2

2019, 2022

### Competizioni internazionali
- Coppa dei Campioni araba per club: 1

1981-1982

### Competizioni regionali
- Campionato della Federazione calcistica dell'Iraq: 6

1962-1963, 1966-1967, 1967-1968, 1968-1969, 1969-1970, 1971-1972

### Altri piazzamenti
- Coppa dell'Iraq:

Finalista: 1977-1978, 1995-1996, 1996-1997, 2001-2002, 2002-2003
- AFC Champions League:

Finalista: 1971
- Campionato centrale della Federazione calcistica dell'Iraq:

Secondo posto: 1957-1958, 1960-1961, 1964-1965, 1970-1971, 1972-1973
- Coppa dei Campioni araba per club:

Semifinalista: 2023